# Čifáre
Čifáre é um município da Eslováquia, situado no distrito de Nitra, na região de Nitra. Tem 15,34 km² de área e sua população em 2018 foi estimada em 580 habitantes.

## Demografia
| Ano:        | 1994 | 2004   | 2014   | 2024   |
| ----------- | ---- | ------ | ------ | ------ |
| Broj ljudi: | 598  | 648    | 616    | 591    |
| Razlika:    |      | +8,36% | -4,93% | -4,05% |

| Ano:               | 2023 | 2024   |
| ------------------ | ---- | ------ |
| Número de pessoas: | 603  | 591    |
| Diferença:         |      | -1,99% |